# Adrian Sørensen
Adrian Sørensen (Aalborg, Denemarken, 6 juni 1929) was een tekenaar van Disneystrips voor de Deense uitgeverij Gutenberghus. 
Sørensen volgde in de jaren 1945-1947 een opleiding tot commercieel artiest aan de Aalborg Amtstidende. Sinds 1947 heeft hij gewerkt als commercieel artiest, illustrator en striptekenaar. In 1969 begon hij voor de Deense uitgeverij Gutenberghus Disneyverhalen te tekenen, doorgaans met de Duckfamilie in de hoofdrol. Hij was een van de meest productieve tekenaars van de Deense Disneyproductie in haar vroege jaren. Nadat de Chileen Vicar het grootste deel van de productie van Deense Donald Duck-verhalen had overgenomen tekende Sørensen vooral verhalen met Knabbel en Babbel en Hiawatha. In 1978 staakte hij zijn werk als tekenaar van Disneystrips en begon een reclamebureau in Schotland. In totaal zijn er bij Gutenberghus 239 verhalen van zijn hand verschenen.